# العاشقان (فلم)
العاشقان هو فيلم مصري أُنتج عام 2001، وهو من أفلام عيد الأضحى 1421 هـ.

## قصة الفيلم
يصدم المحامى صلاح بوفاة زوجته عقب إصابتها بمرض السرطان، بعد أن تركت له ابنتها منال. يلتقى بسعاد المحامية التي تدير مكتب والدها المحامى المتقاعد ويعرف أنها مخطوبة لرجل ثرى، تحت ضغط ظروفها الاقتصادية. تتطور العلاقة إلى صداقة وحب، وتقرر فسخ خطبتها، ويدخل صلاح حياتها، وتتقرب إلى ابنته. يلحق صلاح سعاد بالعمل في شركته والتي اشتراها من رجل الأعمال رفعت الذي يحاول أن يفسخ العلاقة بين العاشقين، من خلال خلق منافسة بينهما، وفي الوقت نفسه يحاول إثارة غيرتها بتعيين موظفات حسناوات جدد. تتكهرب العلاقة بين صلاح وسعاد ولكنهما يتمكنان من التغلب على مؤامرات رفعت ويزدادان اقترابا فيما بينهما.

## بطولة
| - نور الشريف: صلاح - بوسي: سعاد - عبد المنعم مدبولي - عزت أبو عوف - رجاء الجداوي | - أحمد بدير:فتحي به - شويكار - نيروز هاني:منال - عمرو عوني:عفت | - شوقي شامخ:سيد شحاتة - حسن حسين - فكري صادق:شوقي به - عبد الغني ناصر - ياسمين النجار | - محمود جليفون - عاطف بركات - مفيده رجب - فوزي الشرقاوي - زهرة حسنين | - سلمى الريدي - رانيا صبحي - ناديه حسن - هدى عبدالهادي - الشامي محمد | - عادل أبو الغيط - عمران بحر - سيد مصطفى - محيى الدين عبدالحميد - حلمي الغمراوي | - هيام غنيم - نجلاء شكري - رشا أنور - جيرمين الحناوي - سمير الشاعري |

## فريق العمل
| - تصوير: ماهر راضى - مونتاج: أحمد متولى - تأليف: كوثر هيكل - إخراج: نور الشريف | - ملابس: رفعت عبد الحكيم - توزيع: العدل جروب - موسيقى: يحيى الموجي | - إنتاج: الشركة المصرية لمدينة الإنتاج الإعلامي -* إن بى فيلم - ديكور: صلاح مرعى - صوت: جاسر خورشيد |

## وصلات خارجية
- العاشقان على موقع قاعدة بيانات الأفلام العربية